# Populus charbinensis
Populus charbinensis là một loài thực vật có hoa trong họ Liễu. Loài này được C. Wang & Skvortsov miêu tả khoa học đầu tiên năm 1955.